# Füredi platform
A füredi platform a magyarországi 1956-os forradalom és szabadságharc október 23-i kitörését közel megelőző időben, 1956. október 1–6-án Balatonfüreden megtartott Pedagógiai Konferencia záróülésén – a szöveg megfogalmazására kiküldött bizottság javaslatának megvitatása után – egyhangúlag elfogadott nyilatkozat.

## A füredi platform szövege
1956. október 1. és 6. között Balatonfüreden a magyar neveléstudomány művelői, gyakorló pedagógusok részvételével megvitatták művelődéspolitikánk és neveléstudományunk legfontosabb időszerű kérdéseit és előttünk álló feladatait. Az értekezleten részt vettek többen azok közül a pedagógusok közül is, akiket az elmúlt években méltatlanul kirekesztettek tudományunk területéről.

Az értekezlet megállapította, hogy az utóbbi években űzött, sokszor dogmatikus, gyakran terméketlen fordításokban kimerülő elméleti munka elszakadt társadalmi valóságunktól, iskoláink gyakorlati munkájától, a pedagógusok konkrét problémáitól, a magyar iskolák, kollégiumok és a magyar pedagógia sok évszázados hagyományaitól. Tudományunk a pedagógusokat magukra hagyta, alkotó munkájukat a sokszor merev és dogmatikus előírások és utasítások megbénították.
Értekezletünk behatóan megvitatta a neveléstudományi kutatómunka országos tervét. A vita résztvevői egyöntetűen arra a megállapodásra jutottak, hogy minden további előhaladás elengedhetetlen feltétele a neveléstudományi kutatás és a tudományos kritika szabadsága és a legszélesebb fronton minden alkotni tudó erő bekapcsolása. A szabad és felelősségteljes kutatómunkának jogaiba történő visszahelyezése, a szocialista felvilágosodás honi pedagógiájának megteremtése biztosítja, hogy a tudományos és a gyakorlati nevelői munkában gyümölcsözően használhassuk fel az emberiség kulturális örökségének egész gazdagságát.
Pedagógiai szemléletünk alapja jelenünk, valóságunk, harcunk a társadalmi haladásért és ennek a haladásnak szocialista perspektívája. Ez a szemlélet egyszersmind garanciája annak, hogy pedagógiánk, amelyet türelmes és kitartó munkával kell tovább építenünk, valóban népünk nevelőihez fog szólni.
Hívunk minden pedagógust, hogy – élve azokkal a lehetőségekkel, amelyeket a XX. Kongresszus, pártunk Központi Vezetőségének júliusi határozata, az értelmiségi határozat és a magyar írók mozgalma a gondolat-szabadságért megnyitottak előttünk – vegyen részt ebben a munkában. Hívunk mindenkit az iskolai munka és a tudomány minden dolgozóját, harcoljon együtt velünk nevelőmunkánk megjavításáért, neveléstudományunk felvirágoztatásáért, a tartalmában és formájában magyar, a tartalmában és formájában szocialista nevelésügy megteremtéséért.
 
Soha többé semmiféle erő nem tántoríthat el bennünket az igazság, a magyar nép, a magyar gyermek ügyének bátor szolgálatától!
A füredi platform teljes szövege először a Köznevelés XII. évfolyamának 20. számában, 1956. október 15-én a lapszám borítóján jelent meg. Magára a platformra utalást október hónapban más lapban írtakban is lehetett olvasni. Így Faragó László A „füredi platform” címmel írt az Irodalmi Újság október 13-i számában. Az  Óvodai Nevelésben Zárónyilatkozat a balatonfüredi pedagógus táborozásról című tájékoztató írás volt olvasható a füredi konferenciáról. – Későbbiekben csak a forradalom és a szabadságharc leverése után, 1957 tavaszán foglalkoztak ismét a Balatonfüredi Pedagógus Konferenciával, a füredi platformmal.